# Els Tremolencs
Els Tremolencs és un nucli de població del municipi de la Garriga, al Vallès Oriental, ubicat al nord-oest del municipi, per sobre l'autovia C-17. Construïda amb mancances d'urbanització i serveis durat la dècada de 1960, tot i tenir un origen molt dirigit a oferir la possibilitat de segona residència, la implantació d'un gran complex escolar i la millora de les comunicacions amb Barcelona ha facilitat l'assentament d'una població estable els darrers anys.